# محمد عزام
محمد عزام (انگلیسی: Mohamed Azzam؛ زادهٔ ۱۳ فوریهٔ ۱۹۹۰) بازیکن فوتبال است.
وی همچنین در تیم ملی فوتبال مالدیو بازی کرده است.